# Bleda eximius
El bulbul coliverde (Bleda eximius) es una especie de ave paseriforme de la familia Pycnonotidae propia de África occidental.

## Distribución y hábitat
Se encuentra únicamente en África occidental, distribuido por el suroeste de Ghana, el sur de Costa de Marfil, Liberia Guinea y Sierra Leona. Su hábitat natural son las selvas tropicales húmedas. Está amenazado por la pérdida de hábitat.